# Maureen Koster

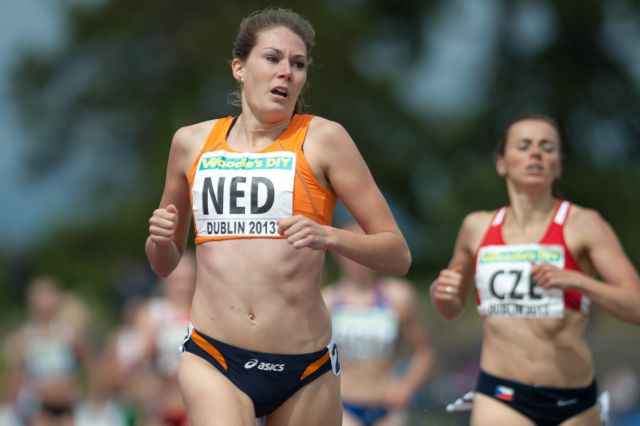
Maureen Koster tijdens het EK voor landenteams in Dublin, 2013.

Maureen Koster (Gouda, 3 juli 1992) is een Nederlandse atlete, die zich heeft toegelegd op de middellange afstanden. Vooral de 1500 m ligt haar goed. Op dit onderdeel veroverde zij bij de senioren in 2012 haar eerste Nederlandse titel. In eerdere jaren had zij als junior al een tiental nationale titels op haar naam geschreven, waarbij zij liet zien dat zij ook bij het veldlopen goed uit de voeten kan. Zij nam tweemaal deel aan de Olympische Spelen.

## Loopbaan
Nauwelijks zeventien jaar oud deed Koster al haar eerste internationale ervaring op bij een groot baantoernooi: tijdens de EYOF van 2009 in Tampere werd zij negende op de 1500 m. Een jaar later maakte zij ook deel uit van de Nederlandse ploeg op de wereldkampioenschappen voor junioren in het Canadese Moncton. Hoewel zij daar met haar 4.22,08 aanzienlijk sneller was dan in het Finse Tampere, wist zij zich ditmaal echter niet te kwalificeren voor de finale.
In 2011 was Maureen Koster er op de Europese kampioenschappen voor neo-senioren in Tallinn opnieuw bij, maar ditmaal haalde zij door een ongelukkige valpartij tijdens haar finalerace op de 1500 m de finish niet. Beter verging het haar bij de Europese kampioenschappen veldlopen in Boedapest in 2012, waar zij onder ijzige omstandigheden bij de vrouwen U23 als 21ste finishte.
Het baanseizoen 2013 ging voor Koster uiterst voortvarend van start. Tijdens de openingsklassieker, de wedstrijden om de Ter Specke Bokaal in Lisse in mei, won zij de 1000 m, waarbij zij niet alleen de Ethiopische Sifan Hassan en Yvonne Hak versloeg, maar met haar 2.40,81 tevens het baanrecord op naam van Hak verbeterde. Een maand later liep zij tijdens de Nijmegen Global Athletics op de 1500 m naar een tijd van 4.06,50, waarmee zij ook tot haar eigen verrassing voldeed aan de B-limiet voor de wereldkampioenschappen in Moskou. Eind juni maakte zij vervolgens deel uit van de Nederlandse ploeg, die in het Ierse Dublin een derde plaats behaalde tijdens de Europese kampioenschappen voor landenteams. Bij die gelegenheid won Koster de 1500 m en het was mede aan haar inbreng te danken, dat Nederland promoveerde naar de Super League. Ze evenaarde in Dublin haar PR van 4.06,50.
Koster ging een maand later op basis van haar PR als een van de favorietes voor de eindzege van start op de EK U23 in Tampere en aanvankelijk leek zij die rol te gaan waarmaken. In haar serie liep zij uiterst gecontroleerd in 4.15,00 naar de overwinning. In de finale leek het eveneens eenzelfde richting op te gaan. Op 500 meter voor de finish ontstond echter als gevolg van enig gedrang aan de kop van het veld een struikelpartij die de Nederlandse fataal werd. Ze viel, kreeg de Russische Anna Shchagina over zich heen en was daarna niet in staat om haar wedstrijd te vervolgen. Voor de tweede maal in haar carrière bleek een EK U23 Koster ongunstig gezind.
Op de Olympische Spelen van 2016 in Rio de Janeiro nam ze deel aan de 1500 m. Ze werd achtste in haar serie en was onvoldoende snel om zich op basis van tijd te plaatsen voor de halve finale.
Maureen Koster begon haar atletiekloopbaan bij het Boskoopse AV '47 en is lid van de Amsterdamse atletiekvereniging Phanos. Ze traint sinds begin 2022 bij Grete Koens in haar Valley Running Team te Ede en wijde omgeving, met hoogtestages in het buitenland. Zij studeert rechten aan de Universiteit Leiden.

## Nederlandse kampioenschappen
Outdoor
| Onderdeel      | Jaar                   |
| -------------- | ---------------------- |
| 1500 m         | 2012, 2013, 2015, 2022 |
| 10 km          | 2018                   |
| halve marathon | 2022, 2024             |
| veldlopen      | 2023, 2024             |

Indoor
| Onderdeel | Jaar                   |
| --------- | ---------------------- |
| 1500 m    | 2019, 2023             |
| 3000 m    | 2017, 2021, 2023, 2025 |

## Persoonlijke records
Baan
| Onderdeel   | Prestatie | Datum            | Plaats    |
| ----------- | --------- | ---------------- | --------- |
| 800 m       | 2.02,15   | 2 augustus 2014  | Ninove    |
| 1000 m      | 2.40,09   | 22 augustus 2014 | Amsterdam |
| 1500 m      | 3.59,79   | 17 juli 2015     | Monaco    |
| 1 Eng. mijl | 4.32,08   | 3 juni 2018      | Hengelo   |
| 3000 m      | 8.26,30   | 30 mei 2024      | Oslo      |
| 5000 m      | 14.44,46  | 7 juni 2024      | Rome      |

Indoor
| Onderdeel | Prestatie    | Datum            | Plaats     |
| --------- | ------------ | ---------------- | ---------- |
| 800 m     | 2.08,67      | 23 februari 2014 | Apeldoorn  |
| 1000 m    | 2.37,85 (NR) | 25 februari 2023 | Birmingham |
| 1500 m    | 4.06,64      | 8 februari 2025  | Metz       |
| 3000 m    | 8.33,47      | 13 februari 2025 | Liévin     |

Weg
| Onderdeel      | Prestatie | Datum            | Plaats              |
| -------------- | --------- | ---------------- | ------------------- |
| 5 km           | 15.58     | 31 december 2015 | Trier               |
| 8 km           | 25.54     | 4 februari 2018  | Apeldoorn           |
| 10 km          | 32.15     | 18 maart 2018    | Brunssum            |
| 15 km          | 49.04     | 18 november 2018 | Nijmegen            |
| 20 km          | 1:07.53   | 1 maart 2020     | Alphen aan den Rijn |
| halve marathon | 1:10.06   | 6 oktober 2024   | Breda               |

## Palmares

### 800 m
- 2014:  NK indoor – 2.08,67
- 2014:  NK - 2.07,33

### 1000 m
- 2013:  Ter Specke Bokaal te Lisse – 2.40,81
- 2014: 5e Flame Games te Amsterdam - 2.40,09

### 1500 m
- 2011: DNF EK U23 te Tallinn
- 2012:  NK – 4.20,91
- 2013:  Nijmegen Global Athletics – 4.06,50
- 2013:  EK voor landenteams te Dublin – 4.06,50
- 2013: DNF EK U23 te Tampere (1e in serie in 4.15,00)
- 2013:  NK - 4.23,11
- 2013: 10e in ½ fin. WK - 4.08,15
- 2014: 8e FBK Games - 4.04,92
- 2014: 7e in serie EK - 4.15,11
- 2015:  Golden Spike Ostrava - 4.08,17
- 2015:  NK - 4.26,01
- 2015: 9e in ½ fin. WK - 4.08,15 (in serie 4.05,55)
- 2016: 8e in serie OS - 4.13,15
- 2019:  NK indoor – 4.18,85
- 2019:  NK - 4.13,94
- 2022:  NK - 4.12,32
- 2023:  NK indoor – 4.07,98
- 2024:  NK - 4.26,59

Diamond League-resultaten
- 2014: 9e Shanghai Golden Grand Prix - 4.06,42
- 2015: 6e Herculis - 3.59,79
- 2017: 8e Golden Gala - 4.03,77
- 2017: 11e Meeting de Paris - 4.06,70

### 3000 m
- 2015:  EK indoor - 8.51,64[3]
- 2016: 4e WK indoor - 8.56,44
- 2017:  NK indoor - 9.19,17
- 2017: 4e EK indoor - 8.48,99
- 2021:  NK indoor - 8.56,69
- 2021:  Ter Specke Bokaal - 9.04,13
- 2023:  NK indoor - 9.02,37
- 2025:  NK indoor - 8.50,74 CR

Diamond League-resultaten
- 2023: 9e Bislett Games - 8.35,93
- 2024: 4e Bislett Games - 8.26,30
- 2025: 8e Meeting International Mohammed VI d'Athlétisme de Rabat - 8.34,98
- 2025: 5e Kamila Skolimowska Memorial - 8.36,71

### 5000 m
- 2018: 8e EK - 15.21,64
- 2018: DNF in serie WK
- 2022: 4e EK - 15.03,29
- 2023: 12e WK - 15.00,78
- 2024: 4e EK - 14.44,46
- 2024: 10e in serie OS - 15.03,66

Diamond League-resultaten
- 2022: 14e Bislett Games - 15.00,64
- 2023: 11e Stockholm Bauhaus Athletics - 15.07,11
- 2023: 12e London Grand Prix - 14.47,52
- 2023: 10e Memorial Van Damme - 14.52,90
- 2025: 12e Golden Gala - 14.47,31

### 5 km
- 2007:  Leiden Marathon - 18.32
- 2014:  Zandvoort Circuit Run - 16.37

### 10 km
- 2011:  Goudse Nationale Singelloop - 37.24
- 2014: 10e Tilburg Ten Miles - 34.27
- 2018:  NK in Schoorl - 32.36
- 2018:  Parelloop - 32.15
- 2018:  Singelloop Utrecht - 33.53
- 2022: 5e Tilburg Ladies Run - 32.56

### 15 km
- 2018: 6e Zevenheuvelenloop - 49.04
- 2022: 9e Zevenheuvelenloop - 49.21
- 2023: 6e Montferland Run - 49.28

### 10 EM
- 2022: 8e Dam tot Damloop - 54.49

### 20 km
- 2020:  20 van Alphen - 1:07.53

### halve marathon
- 2022:  NK te Nijmegen - 1:11.22
- 2024:  NK te Breda - 1:10.06

### veldlopen
- 2012: 21e EK U23 – 21.53
- 2013:  NK (Warandeloop = 8000 m) - 28.11
- 2013: 14e EK U23 - 20.51 ( in het landenklassement)
- 2013: 5e Sylvestercross - 22.30
- 2013:  Abdijcross - 27.09
- 2014: 5e EK U23 - 22.37
- 2014: 7e Lotto Cross Cup te Brussel (6000 m) - 21.00
- 2014:  Mastboscross (7550 m) - 26.49
- 2014:  Sylvestercross - 21.54
- 2015: 9e EK (8087 m) - 26.28
- 2016:  Sylvestercross - 22.13
- 2018: 11e EK te Tilburg (8300 m) - 27.08 ( in het landenklassement)
- 2019:  Sylvestercross - 22.28
- 2023:  EK Gemengde estafette (6 km) - 19.46
- 2023:  NK te Eersel (9700 m) - 32.33
- 2024:  NK (9700 m) - 33.05

### overige afstanden
- 2008:  Posbankloop (6 km) - 23.21
- 2014: 4e 4 Mijl van Groningen - 20.24
- 2015:  4 Mijl van Groningen - 19.59
- 2018: 4e 4 Mijl van Groningen - 20.48